# 笹祐輔
笹 祐輔（ささ ゆうすけ、1980年12月8日 - ）は、日本、東京都出身のサッカー選手。インドネシアリーガ1のペルシタ・タンゲラン所属。ポジションはMF。

## 来歴
4歳でサッカーを始める。堀越高等学校のサッカー部を経て、1999年に東芝府中サッカー部へ入団した。

## 所属クラブ
- 1984年 - 1994年 あずさFC
- 1994年 -1996年 東京都板橋区立志村第三中学校サッカー部
- 1996年 - 1999年 堀越高等学校サッカー部

## 経歴
- 1999年 - 2003年 東芝府中サッカー部
- 2004年 - ペルシタ・タンゲラン